# Гильшер, Юрий Владимирович
Юрий (Георгий) Владимирович Гильшер (1894, Москва — 1917, Бучач, Галиция) — русский лётчик-ас, герой Первой мировой войны.

## Биография
Родился 27 ноября 1894 года в Москве. Происходил из потомственных дворян.
Окончил Алексеевское коммерческое училище в Москве в 1914 году.
С началом Первой мировой войны, 13 декабря 1914 года поступил в Николаевское кавалерийское училище, по окончании ускоренного курса которого 1 июня 1915 года был выпущен прапорщиком в 13-й драгунский Военного ордена полк. Однако уже 3 июня 1915 года добился перевода в авиацию, окончил лётную школу в Гатчине в октябре 1915 года. 8 октября 1915 года назначен в вновь сформированный 4-й армейский авиаотряд, 27 октября прибыл на фронт. Однако 7 ноября в результате несчастного случая серьёзно повредил себе руку лопастью винта (перелом костей правого предплечья) и был отправлен в госпиталь.
После выздоровления Гильшер служил в Москве приемщиком запасных частей для аэропланов на заводе «Дукс», в феврале 1916 года был направлен в Одесскую авиационную школу, где прошёл обучение управлению новыми типами самолётов. Вернулся на фронт 5 апреля 1916 года и служил в составе 7-го авиационного отряда истребителей на Юго-Западном фронте. Произведён в корнеты 30 марта 1916 года. Летал на истребителе «С-16». 27 апреля (10 мая по новому стилю) 1916 года одержал свою первую победу, сбив австрийский самолёт, упавший (по другим данным, совершивший вынужденную посадку) у села Бурканов.
На следующий день, 28 апреля (11 мая) 1916 года, Гильшер, в результате неисправности системы управления элеронами на самолете «Сикорский» С-16 попал в штопор и разбился, ему ампутировали левую ступню. Не желая расставаться с авиацией, он научился летать с протезом. В октябре 1916 года Гильшер возвратился на фронт и продолжил вести бои вместе с лётчиками своего 7-го авиаотряда. Во время командировки командира отряда И. А. Орлова во Францию с ноября 1916 по март 1917 года исполнял должность командира отряда. Уже 13 апреля 1917 года он сбил в бою немецкий аэроплан, ещё два вражеских самолёта он сбил 2 (15) мая и 4 (17) июля 1917 года.
После гибели в воздушном бою командира авиаотряда И. А. Орлова, корнет Гильшер был назначен командиром 7-го авиационного отряда истребителей 22 июня 1917 года. В бою 7 (20) июля он сбил ещё один вражеский самолёт в паре с прапорщиком В. И. Янченко. В тот же день, 7 (20) июля 1917 года, Гильшер совершил свой последний полёт в паре с В. И. Янченко на перехват группы германских бомбардировщиков. В ходе воздушного боя на своём истребителе «Ньюпор-21» Гильшер оказался один против 7 вражеских самолётов. Самолёт Гильшера был подбит и рухнул на землю, лётчик погиб.
Позднее Янченко сумел приземлиться рядом с погибшим, взял его тело и доставил на аэродром. Гильшер был торжественно похоронен в городе Бучач в Галиции.
В последний день своей жизни российский лётчик-истребитель Юрий Гильшер стал асом, одержав свою пятую победу. По данным Н. Бодрихина, на его счету было 6 воздушных побед.

## Награды
- Орден Святого Георгия 4-й степени (15.05.1917)
- Орден Святого Владимира 4-й степени с мечами и бантом (23.03.1917)
- Орден Святой Анны 4-й степени с надписью «За храбрость» (20.05.1917)
- Георгиевское оружие (21.11.1917, посмертно)